# 사미 세기르

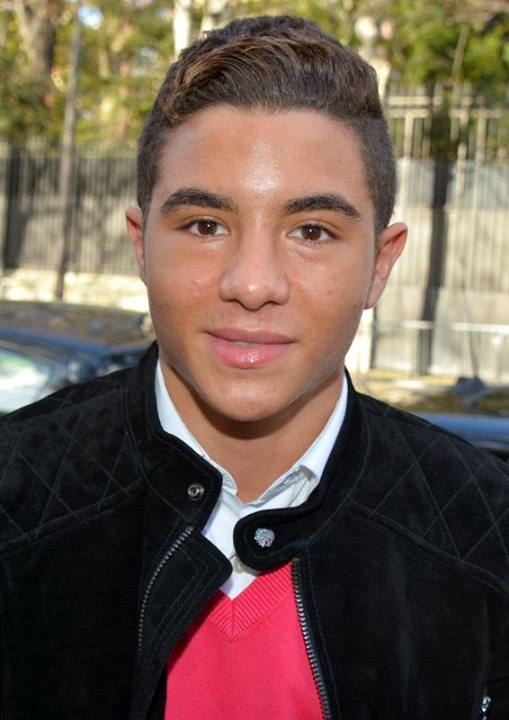

사미 세기르(Samy Seghir, 1994년 7월 29일 ~ )는 프랑스의 배우이다. 오베르빌리에에서 태어났다.

## 영화
- 풀프루프 (2014년)
- 터닝 타이드 (2013년)
- 슬립리스 나이트 (2011년) - 토마스 역
- 뉘이의 어머니 (2009년)
- 미슈 도베르 (2007년)